# Kurt Wirth (Grafiker)
Kurt Wirth (* 12. September 1917 in Bern; † 3. Februar 1996 ebenda) war ein Schweizer Grafiker, Maler und Zeichner.

## Leben
Kurt Wirth absolvierte 1933 bis 1936 seine Ausbildung als Grafiker unter anderem bei Hans Fischer in Bern und besuchte Freikurse an der Kunstgewerbeschule Bern. Er eröffnete 1937 sein eigenes Grafikatelier, wo er anfänglich vor allem Illustrationen für Zeitungen (Neue Zürcher Zeitung, Die Weltwoche usw.) und Bücher gestaltete. Später gestaltete er auch Plakate, zum Beispiel für die Fluggesellschaft Swissair, die Schweizerischen Bundesbahnen und die SEVA.
Er unternahm Studienreisen nach Paris und Italien. 1943 organisierte er seine erste Ausstellung in Bern im Liceumclub und im nachfolgenden Jahr in Zürich in der Galerie Gasser. Ab 1960 führten ihn zahlreiche Studien- und Malaufenthalte nach Spanien, Griechenland, Tunesien, Ceylon und Thailand. 1960 realisierte er zusammen mit Hans Erni, Alfred Pauletto, Celestino Piatti und Hugo Wetli eine Ausstellung zum Thema Grafiker als Maler.
Von 1971 bis 1978 war er Dozent für Komposition und Bildaufbau am Zeichenlehrerseminar der Schule für Gestaltung Bern. 1986 wurde ihm der Preis «Künstler des Jahres der Sportjournalisten» verliehen.

## Werk
Als Maler wandte sich Kurt Wirth früh der Abstraktion zu. 1955 bildete er die «Gruppe Tim» zusammen mit den abstrakten Malern Jörg Leist, Hermann Plattner, Werner Witschi und Gertrud Guyer. Sie hatten 1956 Gruppenausstellungen im Kunstmuseum Thun und 1957 im Gewerbemuseum Bern mit dem Titel Fünf Berner zeigen Malerei, Plastik und Graphik.
1965 publizierte Wirth das Fachbuch Zeichnung, wann, wie (Verlag Niggli, Teufen) und 1976 das didaktische Buch Zeichen / Visualisieren (ABC-Verlag, Zürich). 1977 entwarf er die Briefmarkenserie «Flugpioniere» für die Schweizer Post. Ferner entwarf er mehrere Gedenkmünzen der Schweiz für Swissmint, so etwa zu Albert Einstein, dem Stanser Verkommnis von 1481 oder Johann Heinrich Pestalozzi. Es entstanden auch Wandbilder, Öl-, Tempera- und Gouachegemälde.

|

## Auszeichnungen
- 1950: Schweizer Plakat des Jahres
- 1955: Schweizer Plakat des Jahres
- 1956: Schweizer Plakat des Jahres
- 1960: Schweizer Plakat des Jahres
- 1969: Schweizer Plakat des Jahres
- 1979: Schweizer Plakat des Jahres